# Lleonard-Juli Capuz

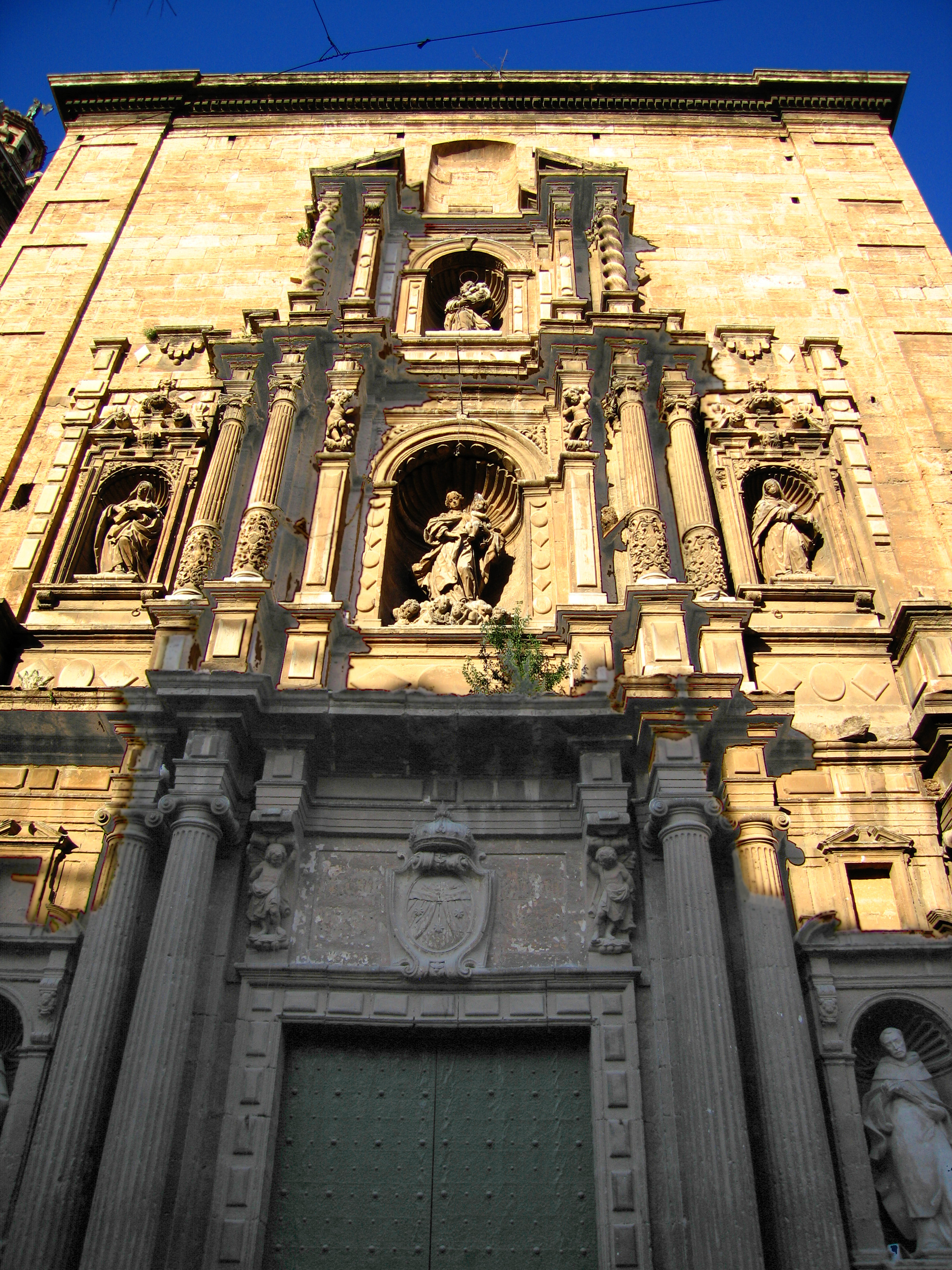
Façana barroca de l'església de la Santa Creu (abans del Carme)

Lleonard-Juli Capuz (Ontinyent, 1660 - 1731) va ser un escultor valencià del segle xviii d'Estil xorigueresc, pertanyent a una família d'escultors genovesos establerts a València; el seu germà Raimund Capuz també fou escultor barroc.
En 1714 va realitzar les traces del retaule de la capella de Santa Caterina.
A mitjan dècada del 1720 Juli Capuz va triar Massalfassar com a lloc de segona residència, d'esta època són entre altres obres, les efígies de Felip V (que es troba al museu de Belles Arts de València) i Maria-Gabriela de Savoia i l'obra cimera de l'escultor, les imatges de la façana del convent del Carme, quan ja solia residir sovint a Massalfassar, ja que la seua única filla, en casar-se amb un massalfassí de família acomodada, va establir la seua residència a Massalfassar.
A ell es deuen diverses escultures barroques entre les quals destaquen la de Sant Tomàs de Villanueva i Sant Vicent Ferrer, en l'església de Sant Salvador de València.